# DNAS
Dynamic Network Authentication System (DNAS) va ser un sistema d'autenticació de jocs creat per Sony per a PlayStation 2, PlayStation Portable i PSX. El DNAS obtenia informació sobre el maquinari d'un jugador amb finalitats d'autenticació, protecció contra còpies, bloqueig de comptes, gestió i altres.

## Funcionalitat
En el cas de la PlayStation 2, el DNAS utilitzava un conjunt de codis en una àrea protegida del DVD del joc juntament amb números de sèrie de l'EEPROM de la consola per a l'autenticació en línia. Les còpies de jocs fetes per gravadors de DVD-R normals no tenen aquesta àrea protegida i, per tant, els jocs no s'hi autenticaven. Per evitar-ho, s'han creat programes que permeten jugar en línia amb còpies de jocs i versions pirates.
Alguns jocs tenen una doble comprovació DNAS contra aquests programes, introduïts per Electronic Arts a la majoria dels seus jocs.

## Tancament
El servei DNAS es va tancar el 4 d'abril de 2016 per a les regions NTSC-U i PAL després que l'últim joc oficial en línia, Final Fantasy XI, tanqués els seus serveis el 31 de març de 2016, però va continuar sent compatible amb els títols japonesos de PS2 i la PlayStation Store a la PSP. La jugabilitat en línia d'altres jocs va ser recuperada per servidors privats no oficials de PS2 fins al tancament definitiu el 4 d'abril. Gràcies a solucions no oficials, alguns jocs continuen funcionant més enllà de la data de tancament.